# Bloomberg Businessweek
Bloomberg Businessweek, известно по-рано като BusinessWeek, е американско седмично бизнес списание, издавано от компанията Bloomberg L.P. Излизат 50 броя годишно. Към 2023 г. над 2350 журналисти в 146 офиса в 72 страни работят в списанието и участват в онлайн изданията и печатните издания.
Списанието Bloomberg Businessweek е признато за един от най-доверените източници на информация за бизнесмените в света. Читателската му аудитория се изчислява на над 5 млн. души в над 140 страни. Основната характеристика на списанието Bloomberg Businessweek е публикуването на най-новата и точна информация, доклади и мнения за света на бизнеса. Сегменти от статиите се отпечатват на първите страници на списанието и обхващат теми като работа, бизнес, реклама и администрация. Списанието претърпява някои промени през годините, като например разделите за технологии и социални медии вече са по-големи.
Основано е през 1929 г. под ръководството на Малкълм Мур, който тогава е президент на медийния холдинг McGraw-Hill.

## История
От 2005 г. е прекратено издаването на отделни европейски и азиатски версии. Издателството съобщава в информационен бюлетин от 7 декември 2005 г., че изданието ще е единно и глобално.
От 1988 г. списанието публикува ежегоден рейтинг на американските бизнес училища по МВА (Master Business Administration). През 2006 г. започва публикуването на годишен рейтинг на обикновените бизнес програми.
В края на 2009 г. корпорацията McGraw-Hill продава списанието на компанията Bloomberg за 5 млн. щ.д. и задължението да се покрият натрупаните дългове на изданието. Издаването на списанието продължава да бъде нерентабилно, като към 2014 г. годишните загуби са около 30 млн. щ.д. През 2016 г. около 30 журналисти от Bloomberg News са уволнени в САЩ, Европа и Азия и е обявено, че през следващата година ще излезе нова версия на Bloomberg Businessweek.

## Българско издание
Списанието „Bloomberg Businessweek България“ на български език се издава в София от Investor Media Group. Излиза един път месечно, като първият брой е през пролетта на 2021 г. Изданието е резултат от сътрудничеството между световната медийна ĸомпания Bloomberg L.Р. и Іnveѕtor Media Group. Главен редактор на Bloomberg Businessweek в България е икономическият журналист Ивайло Лаков.